# Fabian Schedel
Fabian Schedel, także Szady (zm. ok. 1573), kupiec poznański, burmistrz.
Był synem Piotra, kupca i burmistrza Międzyrzecza; wysłany przez ojca do Poznania w charakterze pełnomocnika handlowego, osiadł tam na stałe i przyjął prawo miejskie. Od 1548 pełnił szereg funkcji w magistracie poznańskim, był m.in. rządcą jednego ze szpitali miejskich i sześciokrotnie wójtem sądowym. Dziewięciokrotnie był wybierany rajcą, a w 1563 i 1566 pełnił funkcję burmistrza. Dorobił się majątku na handlu hurtowym, posiadał m.in. dwie kamienice w Rynku poznańskim.
Był żonaty z pochodzącą z poznańskiej rodziny patrycjuszowskiej Katarzyną Grodzicką; miał kilku synów, których nazwiska można znaleźć na listach studentów kilku uczelni europejskich (Andrzej i Piotr studiowali we Frankfurcie, Jan w Krakowie i Ingolsztadcie). Piotr, oraz czwarty z braci, Bartel przejęli interesy ojca.